# Baha Men
Die Baha Men sind eine Musikgruppe von den Bahamas. Ihr Stil ist eine moderne Pop/Dance-Mischung aus Soca, Hip-Hop, Reggae und Junkanoo. Bekannt sind sie vor allem für ihren Hit Who Let the Dogs Out aus dem Jahr 2000.

## Bandgeschichte

### Anfänge
Bereits in den späten 1970ern schlossen sich Colin „Moe“ Grant, Isaiah Taylor und Herschel Small unter dem Namen High Voltage zusammen. Die drei bildeten auch den Kern der Band in den folgenden Jahrzehnten. Jeffrey Chea war Sänger der Anfangszeit, in der sie sich in ihrer Heimat auf den Bahamas rund um die Hauptstadt Nassau einen Namen machten. Die Besetzung wechselte, die Band wuchs und benannte sich in Baha Men um, als sie 1991 von Steve Greenberg bei Big Beat Records international unter Vertrag genommen wurden. Ihr erstes Album beim neuen Label mit dem Titel Junkanoo, benannt nach dem gleichnamigen Musikstil der Bahamas, erschien ein Jahr später und beinhaltete neu aufbereitete traditionelle bahamaische Musik. Ihr zweites Album Kalik von 1994 wurde mit Unterstützung von Lenny Kravitz erstellt und enthielt neben mehreren Pop-Covern auch einen von ihm geschriebenen Song. Sein (Just A) Sunny Day wird für die Band zu einem Überraschungshit in Japan und sichert ihnen dort über Jahre einen besonderen Erfolg.
Einen eigenen Stil entwickelten sie nach dem Wechsel zu Mercury Records mit der dritten Veröffentlichung I Like What I Like (1997), das unter anderem von John Holliday und Trevor Steele vom Escape Club produziert und mitgeschrieben wurde. Es enthielt unter anderem die Single That’s the Way I Get Down, das aus einer Zusammenstellung von Songs von KC and the Sunshine Band besteht. Das vierte Album Doong Spank schloss sich in ähnlichem Stil an. Trotzdem blieb der internationale Erfolg gering, lediglich in Japan waren sie populär. Als Mercury Records Ende der 90er verkauft und neu strukturiert wurde, verloren sie ihren Vertrag.

### Who Let the Dogs Out
Im Jahr 2000 gründete dann Greenberg sein eigenes Label S-Curve, er nahm die Baha Men mit und die erste Veröffentlichung war ihr Album Who Let the Dogs Out. Damit gelang der Durchbruch. Es setzte sich in den USA auf Platz eins der World-Music-Charts und erreichte Platz fünf der offiziellen Albumcharts. Es verkaufte sich alleine in den Staaten über drei Millionen Mal, was 3-fach-Platinstatus entspricht. Über Nordamerika hinaus erfolgreich war vor allem der Titelsong des Albums, der in Australien und Neuseeland Platz eins und in Großbritannien Platz zwei und jeweils Platinstatus erreichte. In vielen anderen Ländern kam das Lied in die Top Ten. Bei den Grammy Awards 2001 wurde Who Let the Dogs Out als beste Dance-Aufnahme des Jahres ausgezeichnet, sie gewannen zwei Billboard Music Awards in den Weltmusik-Kategorien (World Music Album of the Year und World Music Artist of the Year) und den Nickelodeon Kids’ Choice Awards für das beliebteste Lied.
Das Lied ist ursprünglich eine Eigenkomposition des Soca-Sängers Anselm Douglas aus Trinidad, die er unter dem Titel Who Let the Soca Out? 1998 für den Karneval in seiner Heimat geschrieben und gesungen hatte. Die Popularität der Baha-Men-Version wurde auch befördert durch die Verwendung im Film Rugrats in Paris. Später wurde das Lied unter anderem auch in Men in Black II und Shaggy Dog sowie in zahlreichen Fernsehserien verwendet.
Als zweites Lied aus dem Album Who Let the Dogs Out wurde You All Dat genommen und mit Imani Coppola als Gastsängerin neu eingespielt. Es verwendet ein Sample aus dem Lied The Lion Sleeps Tonight. Die Single wurde international ein moderater Erfolg.
Beim nächsten Album im Jahr 2002 setzten die Baha Men dann vor allem auf Party- und Film-taugliche Musik. Best Years of Our Lives gehörte zu Soundtrack von Shrek – Der tollkühne Held und Move It Like This, der Titelsong des Albums, gehörte zur Filmkomödie Lügen haben kurze Beine. Während in Europa die beiden Singles noch einmal in die Charts kamen, war in den USA erneut das Album erfolgreicher. Noch im selben Jahr erschien eine Kompilation mit den Film- und Fernsehsongs der Band, mit der die Baha Men zum dritten Mal in Folge auf Platz 1 der US-World-Music-Charts kamen. Weitere Filmbeiträge waren der Crocodile Rock, im Original ein Hit von Elton John, für Crocodile Hunter – Auf Crash-Kurs und für Garfield – Der Film der Song Holla! Speed Up.
Mitte der 2000er ließen dann auch diese Erfolge nach und nachdem 2004 das Album Holla! ein Flop wurde, folgten keine neuen Veröffentlichungen mehr.

## Mitglieder
Besetzung um das Jahr 2000 (neun Mitglieder):
- Isaiah Taylor, Bassist
- Colyn „Moe“Grant, Percussion
- Herschel Small, Gitarre
- Anthony „Monks“ Flowers, Percussion (früheres Mitglied von T-Connection)
- Patrick Carey, Gitarre (früheres Mitglied von T-Connection)
- Marvin Prosper, Sänger
- Omerit Hield, Sänger (Neffe von Nehemiah Hield)
- Rick Carey, Sänger (Sohn von Patrick Carey)
- Jeffrey Chea, Keyboards

andere Mitglieder
- Nehemiah Hield, Sänger (bis 1999)
- Leroy Butler, Sänger, Rap
- Fred Ferguson

## Diskografie

### Studioalben
- 1985: Electrifying (als High Voltage)
- 1992: Junkanoo
- 1994: Kalik
- 1997: I Like What I Like
- 1998: Doong Spank
- 2000: Who Let the Dogs Out
- 2002: Underwater Moonlight
- 2002: Move It Like This
- 2002: Beach Baby
- 2004: Holla!

### Kompilationen
- 1998: Funky Nassau (nur in Japan veröffentlicht)
- 2000: The Best of Baha Men
- 2001: 2 Zero O-O
- 2001: Definitive Baha Men: The Early Years
- 2002: Greatest Movie Hits
- 2010: 10 Great Songs: Who Let the Dogs Out

### Singles
- 1983: Togetherness (als High Voltage)
- 1992: Back to the Island
- 1994: Oh Father
- 1994: Dancing in the Moonlight
- 1997: That’s the Way I Get Down
- 2000: Who Let the Dogs Out
- 2001: You All Dat (mit Imani Coppola)
- 2001: Best Years of Our Lives
- 2002: Move It Like This
- 2004: Holla!
- 2021: Take a Chance

### Beiträge zu Soundtracks
- Who Let the Dogs Out: Rugrats in Paris – Der Film (2000), Rat Race – Der nackte Wahnsinn (2001), Bubble Boy (2001), Men in Black II (2002), Shaggy Dog (2006), Hangover (2009)
- Get Ya Party On: Miss Undercover (2000)
- Best Years of Our Lives: Shrek – Der tollkühne Held (2001)
- Move It Like This: Lügen haben kurze Beine (2002)
- Scooby D: Scooby-Doo (2002)
- Getcha Head in the Game: Like Mike (2002)
- Crocodile Rock: Crocodile Hunter – Auf Crash-Kurs (2002)
- Summertime Girls: American Pie – Jetzt wird geheiratet (2003)
- Holla: Garfield – Der Film (2004)
- It’s a Small World: In 80 Tagen um die Welt (2004)

## Auszeichnungen für Musikverkäufe
| Goldene Schallplatte - Australien - 2000: für das Album Who Let the Dogs Out - Belgien - 2000: für die Single Who Let the Dogs Out - Japan - 1999: für das Album Doong Spank - Niederlande - 2001: für die Single Who Let the Dogs Out | Platin-Schallplatte - Australien - 2000: für die Single Who Let the Dogs Out - Neuseeland - 2000: für das Album Who Let the Dogs Out - Schweden - 2000: für die Single Who Let the Dogs Out |

Anmerkung: Auszeichnungen in Ländern aus den Charttabellen bzw. Chartboxen sind in ebendiesen zu finden.
| Land/RegionAuszeichnungen für Musikverkäufe (Land/Region, Auszeichnungen, Verkäufe, Quellen) | Gold     | Platin     | Verkäufe  | Quellen                   |
| -------------------------------------------------------------------------------------------- | -------- | ---------- | --------- | ------------------------- |
| Australien (ARIA)                                                                            | Gold1    | Platin1    | 105.000   | aria.com.au               |
| Belgien (BRMA)                                                                               | Gold1    | —          | 25.000    | ultratop.be               |
| Deutschland (BVMI)                                                                           | Gold1    | —          | 250.000   | musikindustrie.de         |
| Japan (RIAJ)                                                                                 | Gold1    | —          | 100.000   | riaj.or.jp                |
| Neuseeland (RMNZ)                                                                            | —        | Platin1    | 15.000    | aotearoamusiccharts.co.nz |
| Niederlande (NVPI)                                                                           | Gold1    | —          | 40.000    | nvpi.nl                   |
| Schweden (IFPI)                                                                              | —        | Platin1    | 30.000    | sverigetopplistan.se      |
| Vereinigte Staaten (RIAA)                                                                    | —        | 3× Platin3 | 3.000.000 | riaa.com                  |
| Vereinigtes Königreich (BPI)                                                                 | —        | Platin1    | 600.000   | bpi.co.uk                 |
| Insgesamt                                                                                    | 5× Gold5 | 7× Platin7 |           |                           |